# Leptagrion vriesianum
Leptagrion vriesianum – gatunek ważki z rodziny łątkowatych (Coenagrionidae). Endemit południowo-wschodniej Brazylii; stwierdzony tylko w stanie Rio de Janeiro.